# Гийом Аполинер
Гийом Аполинер (на френски: Guillaume Apollinaire) е френски поет, писател и критик. Активен участник във френския артистичен авангард, той играе важна роля в оформянето на естетическите принципи на кубизма, а с поезията си става непосредствен предшественик на сюрреализма.

## Биография

### Произход и младежки години
Аполинер е роден на 26 август 1880 година в Рим и получава името Вилхелм Алберт Владимир Аполинарис де Костровицки. Майка му е полякиня с благороднически произход, а баща му е неизвестен, но според някои предположения това е швейцарският аристократ Франческо Флуджи д'Аспермон. Аполинер израства в Италия, говорейки френски, италиански и полски език.

### Преместване в Париж
Аполинер се премества от Рим в Париж, където става един от най-популярните участници в артистичната общност в Монмартър и Монпарнас. Сред неговите приятели от този период са Пабло Пикасо, Анри Русо, Гъртруд Стайн, Макс Жакоб, Андре Салмон, Андре Бретон, Андре Дерен, Фаик Коница, Блез Сандрар, Пиер Рьоверди, Александра Екстер, Жан Кокто, Ерик Сати, Осип Задкин, Марк Шагал, Марсел Дюшан, Жан Меценже. Има любовна връзка с художничката Мари Лорансен. Заедно с Пабло Пикасо той поставя теоретичните основи на естетиката на кубизма.

### „Алкохоли“ и Първата световна война
През 1911 г. Аполинер е арестуван за кратко по подозрения в участие в кражбата на картината „Мона Лиза“.
През 1914 г. Аполинер постъпва в армията и участва в Първата световна война. През 1916 г. получава тежко нараняване на черепа. Изтощен след раняването си, той умира през 1918 г. при епидемията от испански грип.